# Into Something
Into Something je studiové album amerického jazzového hudebníka Yusefa Lateefa, vydané v roce 1962 u vydavatelství New Jazz Records. Nahráno bylo dne 29. prosince 1961 ve studiu Van Gelder Studio v Englewood Cliffs v New Jersey a jeho producentem byl Esmond Edwards (zvukovým inženýrem byl Rudy Van Gelder). V roce 1992 vyšlo album v reedici na CD v rámci série Original Jazz Classics. Autorem fotografie na obalu je Don Schlitten a o remastering se v roce 1991 postaral Phil De Lancie.

## Seznam skladeb
| Pořadí | Název                                                 | Autor                                     | Délka |
| ------ | ----------------------------------------------------- | ----------------------------------------- | ----- |
| 1.     | Rasheed                                               | Yusef Lateef                              | 5:26  |
| 2.     | When You're Smiling (The Whole World Smiles with You) | Mark Fisher, Joe Goodwin, Larry Shay      | 4:43  |
| 3.     | Water Pistol                                          | Lateef                                    | 5:40  |
| 4.     | You've Changed                                        | Bill Carey, Carl Fischer                  | 4:53  |
| 5.     | I'll Remember April                                   | Gene de Paul, Patricia Johnston, Don Raye | 6:51  |
| 6.     | Koko's Tune                                           | Lateef                                    | 6:29  |
| 7.     | P. Bouk                                               | Lateef                                    | 7:11  |

## Obsazení
- Yusef Lateef – tenorsaxofon, flétna, bambusová flétna, hoboj
- Barry Harris – klavír
- Herman Wright – kontrabas
- Elvin Jones – bicí